# Anathallis pusilla
Anathallis pusilla är en orkidéart som först beskrevs av João Barbosa Rodrigues, och fick sitt nu gällande namn av Fábio de Barros. Anathallis pusilla ingår i släktet Anathallis och familjen orkidéer. Inga underarter finns listade i Catalogue of Life.